# Berzerk
Berzerk è un videogioco di genere sparatutto creato nel 1980 dalla Stern Electronics. Il gioco è ricordato per il suo gameplay decisamente frenetico e per l'innovazione tecnica rappresentata dalla sintesi vocale usata per le voci dei robot. Realizzato inizialmente per arcade, è stato in seguito convertito per Atari 2600, Atari 5200, Atari 8-bit e Vectrex.

## Modalità di gioco
Scopo del gioco è sopravvivere a una lunga serie di labirinti popolati da robot armati di laser, nei panni di un piccolo umanoide verde. Il personaggio, anch'egli armato di laser, viene controllato tramite joystick e un pulsante di fuoco. Per passare di livello non è necessario eliminare tutti i robot presenti, ma soltanto raggiungere l'uscita della stanza in cui ci si trova: impresa non così semplice, dato che il protagonista muore non soltanto in seguito allo scontro con un robot o se viene colpito da un laser, ma anche se tocca le pareti del labirinto. Tuttavia, eliminare tutti i robot di un labirinto fa guadagnare un bonus aggiuntivo al giocatore.
Un altro pericolo è rappresentato da "Evil Otto", una sorta di "faccina sorridente" che si aggira per i labirinti. Evil Otto non soltanto è indistruttibile, ma è in grado di passare attraverso i muri e individuare la posizione del giocatore. Evil Otto è lento, ma nel caso i robot del livello vengano eliminati la sua velocità diventa pari a quella del giocatore se non superiore.

## Innovazioni
Berzerk fu uno dei primi videogiochi ad avvalersi della sintesi vocale, che in quegli anni, quando la tecnologia ancora non era avanzata, era incredibilmente costosa: si calcola che il costo di digitalizzazione di una singola parola fosse di circa 1000 dollari. Ciononostante, Stern Electronics decise di puntare su quest'aspetto e così vennero digitalizzate una trentina di parole (solo per la versione inglese: esistono anche versioni con voci in francese, tedesco e spagnolo) che messe insieme formavano varie frasi pronunciate dai robot, ad esempio Intruder Alert! ("Allarme intruso!", frase esclamata alla comparsa di Evil Otto) oppure Coins detected in pocket! ("gettoni trovati in tasca!"), detta durante la fase di demo per invogliare eventuali giocatori.

## Origini dei nomi
- Il nome Berzerk deriva dalla serie di romanzi Berserker di Fred Saberhagen, che narrano di entità robotiche intenzionate a sterminare ogni forma di vita organica.[1]
- Il nome "Evil Otto" deriva da Dave Otto, un collega di lavoro di Alan McNeil, programmatore del gioco. Dave Otto era stato un poliziotto prima di diventare programmatore, e il suo carattere rude era causa di fastidio per McNeil, che decise di trasporlo nel gioco come nemesi del protagonista.[1]

## Altri media
Nel 1982 Berzerk ha ispirato una canzone dal titolo Going Berzerk, contenente alcuni effetti sonori originali del gioco ed era incluso nell'album a tema videoludico Pac-Man Fever.
La Milton Bradley nel 1983 pubblicò un gioco da tavolo tratto dal videogioco, per due giocatori, che a turno controllano l'uno l'umanoide e l'altro i robot e Evil Otto.

## Il caso di Peter Burkowski
Berzerk è protagonista del primo caso noto di morte attribuita a un videogioco. Il 3 aprile 1982 Peter Burkowski, un diciottenne di Calumet City, Illinois, morì di infarto in seguito a una partita. Si scoprì in seguito che egli era cardiopatico, ma la causa della morte venne in parte attribuita al gioco. Lo stress causato dall'impegno nella partita fu probabilmente l'evento scatenante dell'attacco di cuore, che prima o poi si sarebbe comunque verificato. Girano voci di altre "vittime" di Berzerk, ma si tratta di leggende metropolitane.